# Cerisier de Virginie
Prunus virginiana
Pour les articles homonymes, voir Cerisier (homonymie).
À ne pas confondre avec le Prunus padus aussi appelé cerisier à grappes.
À ne pas confondre avec le Prunus avium aussi appelé cerisier sauvage.
Espèce
Classification phylogénétique
Répartition géographique
Le Cerisier de Virginie, aussi appelé « cerisier à grappes » ou « cerisier sauvage » (Prunus virginiana), est une espèce de plantes à fleurs de la famille des Rosaceae. C'est un arbuste ou un petit arbre originaire d'Amérique du Nord.
Il est utilisé comme arbuste ornemental.

## Caractéristiques
Le fruit est mûr à la mi-août au Canada. Les fruits sont de petites drupes rouges regroupées en grappes, d'où le nom courant de « cerisier à grappes ». La cerise à grappe est légèrement amère et astringente (rend la bouche pâteuse). Ce fruit est souvent consommé avec du sel afin d'en diminuer l'effet astringent. Il peut être liquéfié ou macéré; fermenté et produire un nectar bio sans égaler toutefois une vraie culture.
Lors de sa floraison, il produit des fleurs à 5 pétales.
Les feuilles et les tiges du cerisier de Virginie sont toxiques pour le bétail.

### Variétés
- Prunus virginiana var. virginiana. Nord-est américain[1]
- Prunus virginiana var. demissa. Ouest américain